# Kościół św. Sebastiana w Opolu
Kościół św. Sebastiana – rzymskokatolicki kościół filialny, znajdujący się przy placu św. Sebastiana 2 w Opolu. Świątynia należy do parafii Podwyższenia Krzyża Świętego w Opolu, w dekanacie Opole, diecezji opolskiej.

Kościół jest wpisany do rejestru zabytków województwa opolskiego pod numerem 1949/71 15.06.1971.

## Historia
Kościół został zbudowany w 1696 roku jako wotum dziękczynne po wygaśnięciu w 1680 roku panującej w mieście zarazy. Barokowa świątynia powstała w miejscu gospody, w której w 1679 roku zmarła na dżumę pierwsza ofiara epidemii.

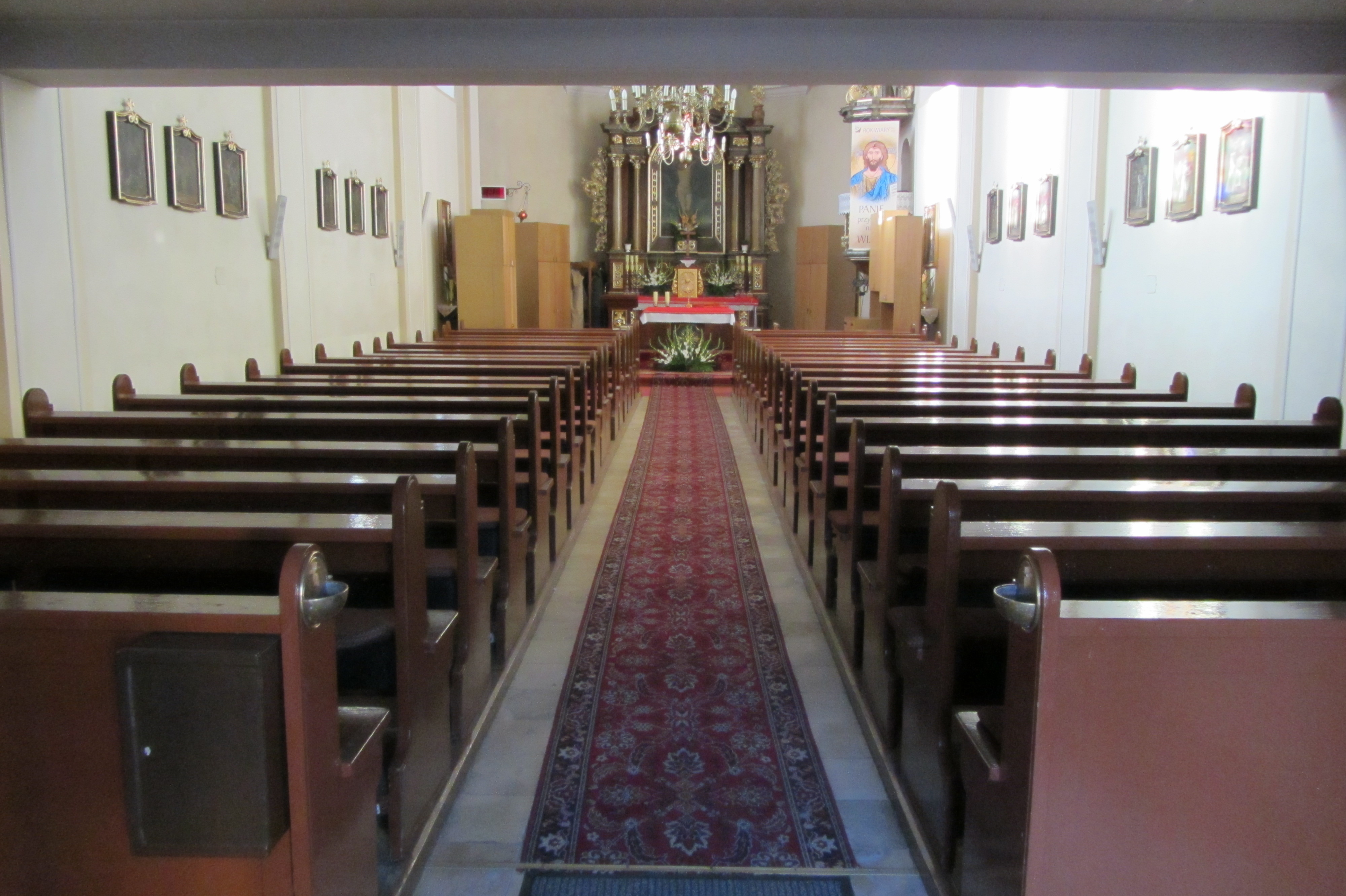
Wnętrze świątyni

W niedziele odprawiana jest Msza w języku niemieckim. W 1932 roku rozbudowano prezbiterium oraz dobudowano kruchtę. Wewnątrz kościoła znajdują się m.in. organy z pierwszego, nieistniejącego już kościoła jezuitów.

## Przypisy

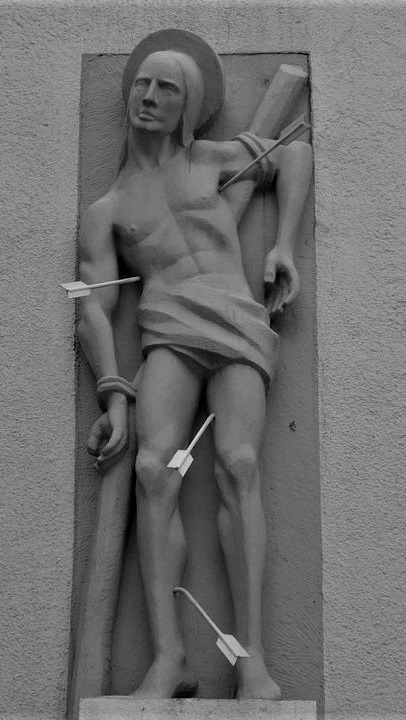
Płaskorzeźba nad wejściem